# 日本國鐵EF57型電力機車
EF57型电力机车（日语：EF57形電気機関車）是日本铁路的干线客运电力机车车型之一，由日立製作所、川崎车辆等企业联合设计制造，适用于供电制式为1500伏直流电的电气化铁路。

## 历史

### 研制
EF57型电力机车是日本铁道省为满足东海道本线优等旅客列车的牵引需要，而在太平洋战争爆发前研制的最后一种干线客运电力机车。EF57型电力机车是在EF56型电力机车的基础上改进而成，两者总体结构均大致相同。EF57型电力机车的主要特点是采用了新开发的MT38型牵引电动机，使机车的小时功率由1350千瓦提高到1650千瓦。机车采用非承载式结构的全金属焊接结构箱形车体，棱角分明的车体外观与EF56型8～12号机车相同，受电弓安装位置相对靠近车体中心。机车搭载了为列车供暖的立型烟管式蒸汽锅炉，使机车在冬季牵引旅客列车时无须再加挂暖房车。
1940年（昭和15年）10月，完成试制首台EF57型电力机车；1941年（昭和16年），EF57-2号机车落成，并于同年开始投入小批量生产。2号机车和1号机车的最大差异是受电弓安装位置，为免两台受电弓位置较近而对接触网造成较大的接触压力，2号机车的两台受电弓改为安装在两端司机室的车顶上方，并安装在一个稍高的位置以免接触到蒸汽锅炉的烟囱；由于电阻器容量及发热量增加，为此在机械室上方加装了通风机，又增加车体侧墙上的通风百叶窗，以改善车内设备的通风条件。至1943年（昭和18年）停产，日立製作所、川崎车辆共生产了15台EF57型电力机车。

### 运用

#### 东海道本线
EF57型电力机车投入运用初期，是当时日本铁路功率最大的客运电力机车，全部配属于沼津机关区，主要担当东海道本线上以特急列车和急行列车为主的优等旅客列车牵引任务。1942年，位于山阳本线下关至门司间、横跨关门海峡的关门铁道隧道建成通车，关东地方的部分EF10型电力机车转配属门司机关区，而作为补充的EF12型电力机车交付进度缓慢。为了补充货运电力机车的缺口，部分EF57型电力机车亦被用于牵引由Waki 1型货车（ワキ1形）组成的快速货物列车。
战争结束后，新一代的EF58型电力机车于1946年（昭和21年）研制成功，但由于该型机车并未搭载取暖蒸汽锅炉，因此EF57型电力机车仍然是东海道本线优等列车的主型牵引机车，广泛运用于各次特急旅客列车，包括著名的“燕号”和“鸽子号”列车。1946年5月，由EF57-12号机车牵引的3801次临时旅客列车在国府津站内与另一列货物列车发生追尾冲突重大事故，造成EF57-12号机车大破，至1948年11月正式解体，是第一台报废的EF57型电力机车。1949年（昭和24年），东海道本线的电气化区段延伸至滨松，由于该区段的跨线桥和接触网高度较低，因此需要对EF57型电力机车（1号机车除外）的受电弓进行改造，将受电弓安装位置向前移动450毫米，部分并突出于车顶两端之外，使受电弓安装高度降低了100毫米。
1952年（昭和27年），经过重大改进的EF58型电力机车投入生产，牵引功率提高至1900千瓦，搭载自动式取暖蒸汽锅炉，并具有全新的流线型头型。随着EF58型电力机车的普及，优等列车的牵引任务逐渐转由EF58型电力机车承担，而EF57型电力机车改为以牵引普通旅客列车为主。

#### 高崎线、上越线
1956年（昭和31年），东海道本线全线完成电气化改造，但由于EF57型电力机车的轴箱滚柱轴承并不适应长距离的运转，而且蒸汽锅炉的供暖能力已难以满足长编组列车的需要，因此日本国铁决定以高崎线和上越线上带有蒸汽锅炉的EF58型电力机车作为交换，将所有EF57型电力机车转配属高崎第二机关区和长冈第二机关区，并投入到该两条铁路使用。
上越线的EF57型电力机车主要担当上野至长冈间的旅客列车牵引任务。根据上越线沿线的气候环境，该线的EF57型电力机车均进行了相应改造，例如在前窗玻璃上方加装冰柱切割板，以防走行中的机车撞上冰柱而造成车窗损坏，另外还安装了除雪式排障器等耐雪装置。然而，蒸汽锅炉供暖能力不足的问题仍然困扰着EF57型电力机车，导致只能牵引较短编组的旅客列车，而且对蒸汽锅炉进行自动化改造的尝试亦以失败告终。EF57型电力机车在上越线运行了约五年之后，随着信越本线长冈至新潟区段开始进行电气化工程，长冈第二机关区再次引入EF58型电力机车来替换EF57型电力机车。

#### 东北本线

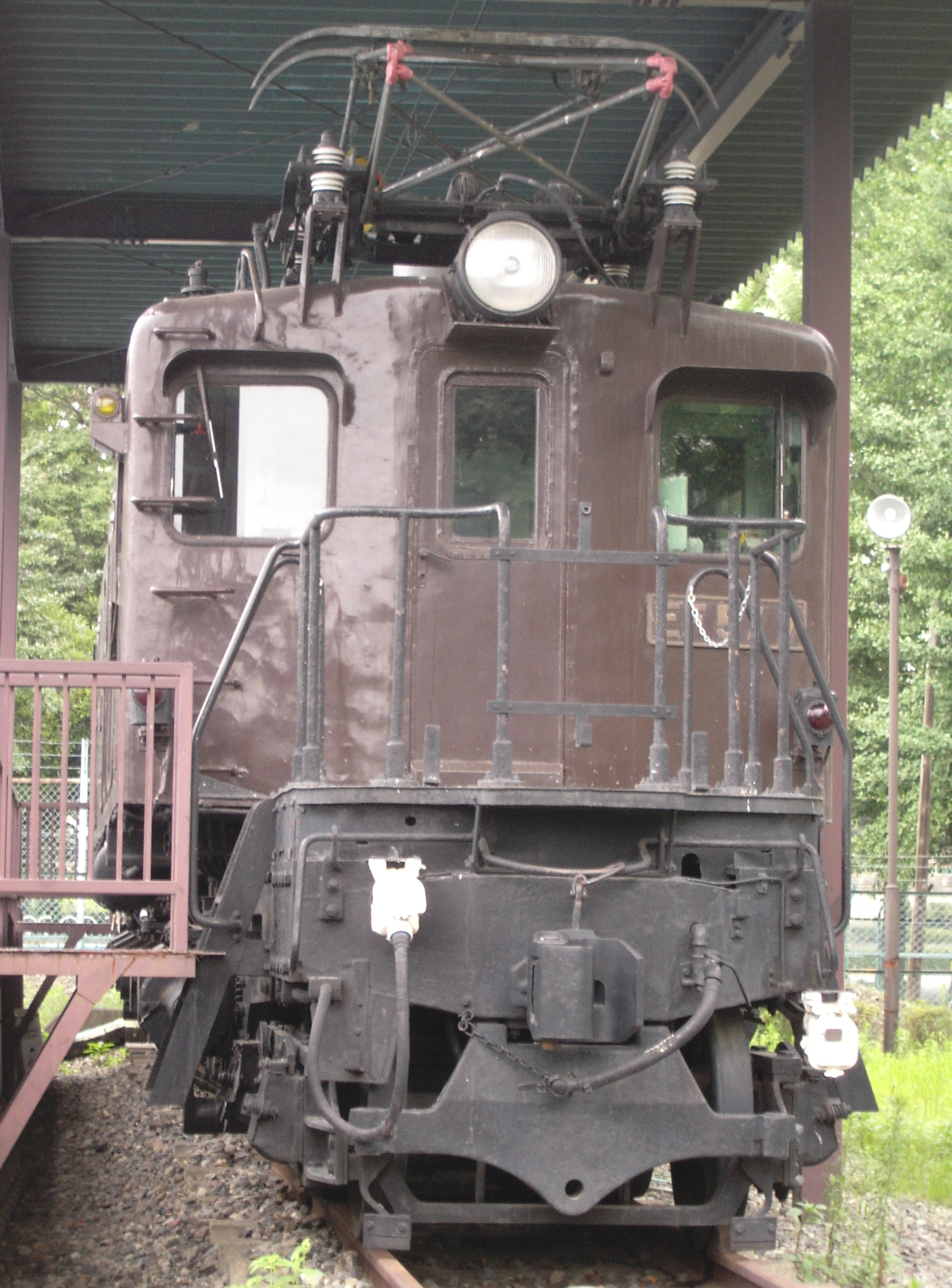
EF57型电力机车车体正面

1960年（昭和35年）秋季至1961年（昭和36年）春季期间，所有EF57型电力机车均陆续集中配属到宇都宫运转所，与该运转所的EF56型电力机车共同担当东北本线上野至黑矶间的旅客列车牵引任务。EF57型电力机车配属宇都宫运转所后，原本计划陆续对其进行蒸汽锅炉自动化改造。然而，由于东北本线黑矶站以北的区段均为交流电气化铁路，东北本线系统的旅客列车已经开始广泛采用电热取暖装置，因此再也没有需要使用蒸汽锅炉来取暖了。1965年（昭和40年）11月，EF57型电力机车开始进行改装供电系统的工程，至1966年（昭和41年）3月全部机车完成改造。改造过程中，原来的蒸汽锅炉、烟囱、水箱以及燃油箱均被拆除，而代之以将1500伏特直流电转换成1500伏特单相交流电的旋转式电动发电机，司机操纵台侧边增设客车电热装置的状态指示灯，并在机车两端加装向列车供电插座等；此外，牵引电动机轴承亦更换为滚珠轴承。
EF57型电力机车完成供电系统改造后，却发现机车在运行过程中经常发生异常振动的问题，机务部门对此进行了调查，但仍然无法找出特定的原因。虽然因应此情况在主转向架加装了油压减震器，但对抑制异常振动并没有明显的作用。此时，由于宇都宫运转所的EF58型电力机车略有富余，因此逐步以EF58型电力机车取代了原本由EF57型电力机车承担的牵引任务，而EF57型电力机车则陆续被闲置。
1975年（昭和50年），随着山阳新干线冈山至博多区段开通营运，广岛机关区、下关运转所富余的EF58型电力机车转配属宇都宫运转所后，宇都宫运转所的EF56型电力机车全部报废，而状态不良的EF57型电力机车亦陆续报废。1976年（昭和51年）10月，日本国铁调整列车运行图后，剩余的EF57型电力机车用于牵引由20系客车组成的“新星号”卧铺特急列车。1977年（昭和52年）1月，EF57型电力机车完成最后一次牵引临时旅客列车的任务后正式停运，至1978年（昭和53年）全部报废。

## 车辆保存
- EF57-7号机车：静态保存在栃木县宇都宫市的宇都宫车站东公园。
- EF57-1号机车：一对机车动轮保存在宇都宫运转所。

## 参看
- EF12型电力机车
- EF56型电力机车
- EF58型电力机车
- 日本电力机车列表